# Colfax (California)
Colfax è una città degli Stati Uniti d'America situata nella Contea di Placer, nello Stato della California.